# Grafveld van Dalfsen

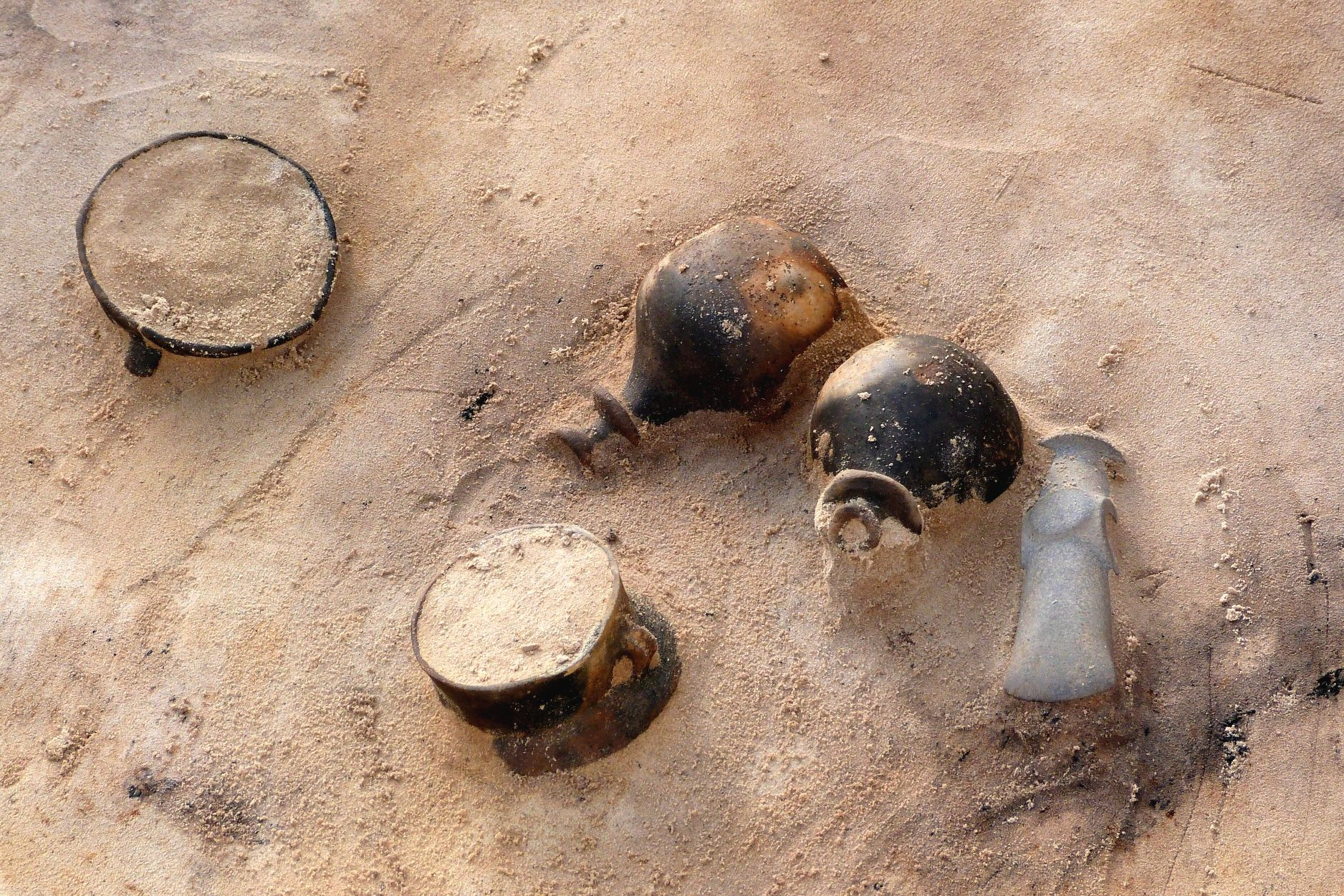
Trechterbekers en hamerbijl gevonden in Dalfsen

De neolithische begraafplaats van Dalfsen, een gemeente in de provincie Overijssel in Nederland, werd gepresenteerd als de grootste bekende neolithische begraafplaats in West-Europa nadat de opgravingen in 2015 waren voltooid. De begraafplaats in Dalfsen, die behoort tot de Trechterbekercultuur, is zo'n 5.000 jaar oud en 120 bij 20 meter groot. 120 ondiepe graven (sommige met lijkschaduwen) werden blootgelegd en 160 grafgiften werden veiliggesteld. Het gaat onder meer om scherven van talloze trechterbekers en complete voorbeelden, bijlen en messen van vuursteen en kralen van barnsteen. Verder werden er twee graven ontdekt met extra veel vondsten van een man en een vrouw. Vermoedelijk was dit een graf van een koningspaar.

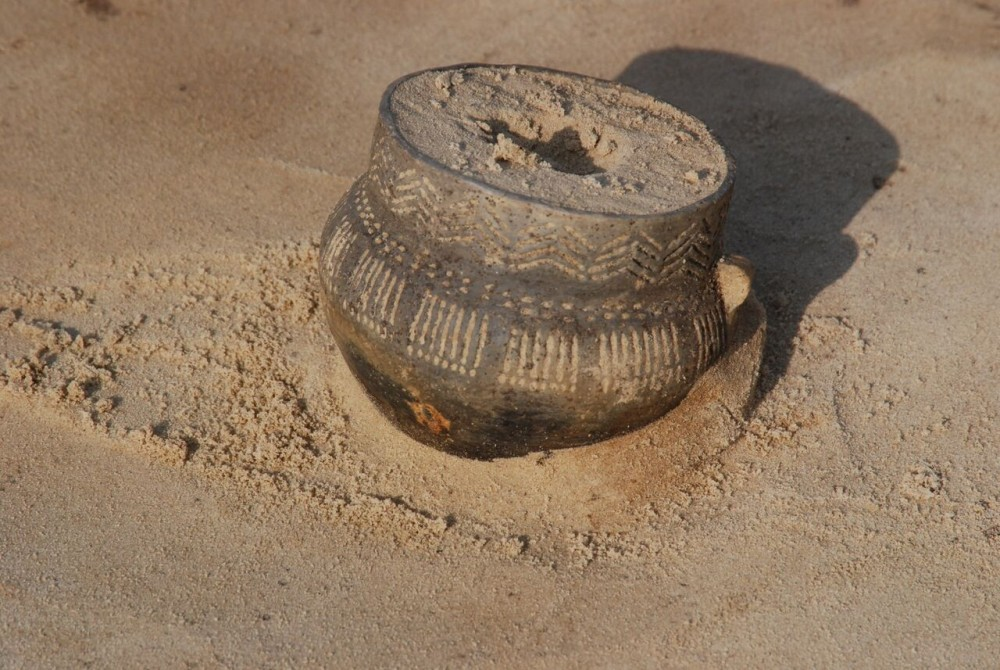
Trechterbeker gevonden in Dalfsen